# Kazimierz Przybyś
Kazimierz Przybyś (født 11. juli 1960 i Radom, Polen) er en tidligere polsk fodboldspiller (forsvarer).
Przybyś spillede hele sin karriere i hjemlandet, heriblandt to sæsoner hos Śląsk Wrocław og fem hos Widzew Łódź. Han spillede desuden 15 kampe og scorede ét mål for det polske landshold, som han repræsenterede ved VM i 1986 i Mexico. Her spillede han to af holdets fire kampe i turneringen, hvor polakkerne blev slået ud i 1/8-finalen.